# 青雲瀑布
23°18′5.00″N 120°38′28.15″E / 23.3013889°N 120.6411528°E
青雲瀑布位於嘉義縣大埔鄉和平村，曾文溪水系，當地人又稱為「榮華山瀑布」，為西拉雅國家風景區內著名的瀑布景觀。早前鄒族少年要從瀑布上往下跳才算是成年，現在成了情侶約會之處，加上水量充沛時從頂傾洩而下的水量伴隨隆隆的水聲，當流水匯合為一時，就像似情侶們牽手瀑布底下見證一樣，故又稱為「情人瀑布」。青雲瀑布地質上為砂岩、頁岩，由於兩者的岩性差異，使瀑布受蝕程度不同，故瀑布上方岩層較下方突出。由台三線行駛至大埔橋附近，轉接青山產業道路進入，於路旁即可眺望瀑布。青雲瀑布水量豐沛、水潭廣闊，適合夏日遊玩戲水。

## 交通資訊
- 自行開車：由國道3號下中埔交流道轉台18線(阿里山公路)往中埔方向至十字路，右轉台3線至大埔拱橋旁，轉嘉129-1線青山產業道路依循茶山指標前行500公尺，即可抵達[1]。
- 大眾運輸：搭乘台鐵至嘉義火車站轉乘嘉義縣公車處7301線【嘉義-大埔-嘉義農場】至大埔橋站下車[1]。

## 外部連結
- 在Youtube的青雲瀑布影像 （页面存档备份，存于）
- 在Panoramio的青雲瀑布影像